# Thundorf (Turgovia)
Thundorf [ˈtuːndɔrf] (en el dialecto indígena: [ˈtuəndɔrfː] o [ˈtuəndərəfː]) es una comuna suiza del cantón de Turgovia, ubicada en el distrito de Frauenfeld.

## Geografía
La aldea de Thundorf está situada en una altiplanicie por encima de Frauenfeld. En el año 1995 el territorio de la comuna se agrandó por el este incorporando los poblados de Wetzikon y de Lustdorf, los cuales antes eran comunas autónomas. Además los caseríos de Hessenbol, Kirchberg, Reuti, Ufhofen, Grueb, Fridbärg pertenecen a Thundorf. Hay iglesias en Kirchberg y en Lustdorf. Coches de línea zirculan entre Frauenfeld y Thundorf.
La comuna limita al norte con las comunas de Felben-Wellhausen y Hüttlingen, al este con Amlikon-Bissegg y Affeltrangen, al sur con Lommis y Stettfurt, y al oeste con Matzingen y Frauenfeld.

## Escudo de armas
Blasón: En un campo de gules una faja de plata acompañada de dos y una estrellas de seis puntas de plata.

## Etimología
La más vieja mención de Thundorf data del año 888 (Tuomsdorof <*tuomesdorf). Este nombre está compuesto del genitivo del antropónimo AAA Duomo/*Tuomo y del sustantivo dorf que quiere decir‚ caserío, granja, aldea, finca, barrio‘.

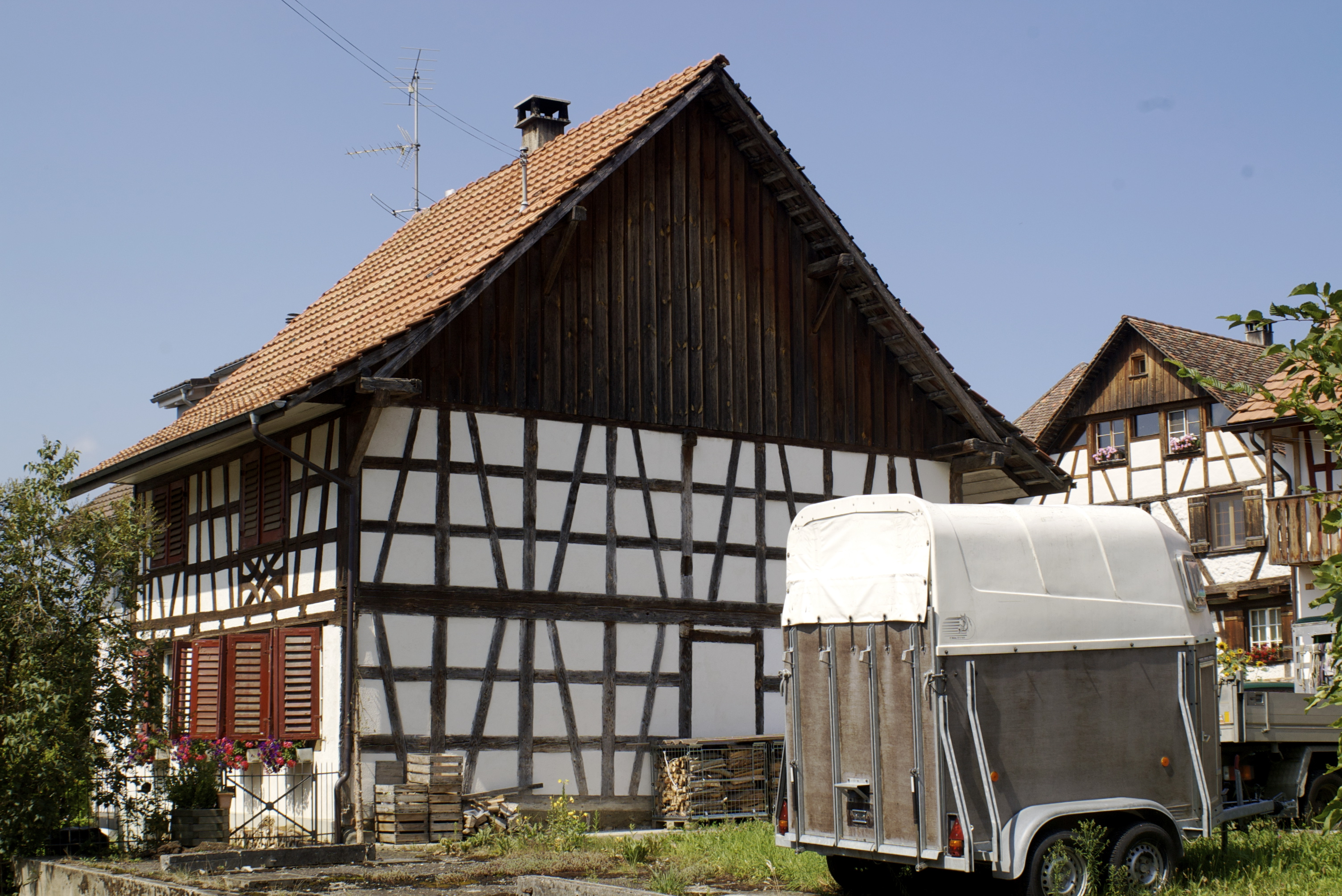
Granja en Thundorf.